# Bán đảo Triều Tiên

Bán đảo Triều Tiên

Các đơn vị hành chính trên bán đảo Triều Tiên

Bán đảo Triều Tiên (tiếng Triều Tiên: 조선반도; Hancha: 朝鮮半島; McCune–Reischauer: Chosŏn Pando, cách gọi của phía Bắc Triều Tiên) hay Bán đảo Hàn (tiếng Hàn: 한반도; Hanja: 韓半島; Romaja: Han Bando, cách gọi của phía Hàn Quốc) là dải đất nằm nhô ra biển ở Đông Á, có đường biên giới đất liền với Cộng hòa Nhân dân Trung Hoa và Liên bang Nga. Bán đảo này bắt đầu từ lục địa châu Á chạy dài về phía nam 1.100 km và được bao bọc bởi biển ở ba phía: 
- Đông – Biển Nhật Bản
- Nam – Nam Hải
- Tây – Hoàng Hải

Eo biển Triều Tiên là nơi phân cách Biển Nhật Bản và Biển Hoa Đông.
Cho đến năm 1948, Triều Tiên vẫn là một thực thể chính trị thống nhất nằm trên bán đảo Triều Tiên trước khi hai nhà nước được thành lập ở hai miền bán đảo trong cùng năm đấy. Sau khi chiến tranh Triều Tiên kết thúc năm 1953, bán đảo này bị chia cắt lâu dài cho đến nay thành hai quốc gia có chủ quyền tại 2 miền đất nước bởi một khu phi quân sự là Cộng hòa Dân chủ Nhân dân Triều Tiên (Triều Tiên hoặc Bắc Triều Tiên) và Đại Hàn Dân Quốc (Hàn Quốc, Đại Hàn hoặc Nam Triều Tiên).
Ranh giới phía bắc của Bán đảo Triều Tiên trùng khớp với biên giới của nước Cộng hòa Dân chủ Nhân dân Triều Tiên với Trung Quốc (dài 1.416 km) và Nga (dài 19 km). Đây là các đường biên giới tự nhiên gồm sông Áp Lục và sông Đồ Môn. Tổng diện tích bán đảo Triều Tiên khoảng 220.000 km².

## Tên gọi
Tên của bán đảo, bằng tiếng Triều Tiên, tiếng Trung và Tiếng Nhật, đều có chung nguồn gốc, đó là "Triều Tiên" (Joseon), tên cũ Triều Tiên dưới nhà Triều Tiên và Cổ Triều Tiên thậm chí còn lâu hơn trước đó. Trong tiếng Triều Tiên chuẩn, bán đảo được gọi là Chosŏn Pando (tiếng Triều Tiên: 조선반도; Hancha: 朝鮮半島; Romaja: Joseon Bando; McCune–Reischauer: Chŏsŏn Bandŏ), trong khi ở Trung Quốc nó được gọi là Triều Tiên bán đảo; Cháoxiǎn Bàndǎo (朝鲜半岛/朝鮮半島).Ở Nhật Bản, nó là một trong hai Chōsenhantō (Kanji: 朝鮮半島 / Hiragana: ちょうせんはんとう) hoặc Kanhantō (chỉ dành riêng cho Hàn Quốc) (Kanji: 韓半島 / Hiragana: かんはんとう).
Ở Hàn Quốc, nó được gọi là Hanbando (tiếng Hàn: 한반도; Hanja: 韓半島; Hán-Việt: Hàn bán đảo), đề cập đến Tam Hàn, cụ thể là Tam Quốc, không phải là các liên minh cổ đại ở bán đảo phía Hàn Quốc. Cả hai đều sử dụng "Korea" như một phần của tên tiếng Anh chính thức của họ, đó là một tên xuất phát từ Cao Ly (hay Koryŏ, ở CHDCND Triều Tiên) (고려; 高麗).
Tại Việt Nam, nó thường được gọi là "Bán đảo Triều Tiên". Trong khi đó, trang tin phiên bản tiếng Việt của Đài phát thanh và truyền hình quốc gia Hàn Quốc dùng thuật ngữ "Bán đảo Hàn Quốc".

## Địa lý
Núi non chiếm 70% diện tích bán đảo Triều Tiên, những bình nguyên có thể trồng trọt đều nhỏ và bị chia cắt bởi các dãy núi. Địa hình sơn cước càng điển hình khi tiến xa hơn về phía bắc và phía đông, những đỉnh núi cao nhất của bán đảo nằm ở phía bắc, ngọn cao nhất là Bạch Đầu Sơn, 2.744 m.
Toàn bán đảo có 8.460 km bờ biển, các bờ biển phía tây và nam đặc biệt khúc khuỷu, phần lớn trong số 3.579 đảo của bán đảo phân bố ở bờ biển phía tây và nam.

## Lịch sử
Cho đến khi kết thúc chiến tranh thế giới thứ hai, Triều Tiên là một thực thể chính trị duy nhất có lãnh thổ gần như trùng với Bán đảo Triều Tiên. Vào tháng 8 năm 1945, Liên Xô đã tuyên chiến với Đế quốc Nhật Bản, là kết quả của một thỏa thuận với Hoa Kỳ, và giải phóng Triều Tiên ở phía bắc của vĩ tuyến 38. Các lực lượng Hoa Kỳ sau đó đã di chuyển vào phía nam. Đến năm 1948, một sản phẩm của Chiến tranh Lạnh giữa Liên Xô và Hoa Kỳ, bán đảo Triều Tiên đã có sự  phân chia thành hai khu vực, với các chính phủ riêng biệt. Cả hai đều tuyên bố là chính phủ hợp pháp duy nhất của cả bán đảo Triều Tiên và không chấp nhận biên giới là vĩnh viễn. Cuộc xung đột leo thang thành chiến tranh mở khi các lực lượng Triều Tiên được Liên Xô và Trung Quốc hỗ trợ di chuyển vào miền Nam vào ngày 25 tháng 6 năm 1950. Kể từ khi Hiệp định đình chiến chấm dứt Chiến tranh Triều Tiên vào năm 1953, phần phía bắc của bán đảo đã được cai trị bởi Cộng hòa Dân chủ Nhân dân Triều Tiên, trong khi phần phía nam được cai trị bởi Hàn Quốc.
Ranh giới phía bắc của Bán đảo Triều Tiên là phổ biến (và ngầm) được đưa ra trùng với biên giới chính trị ngày nay giữa CHDCND Triều Tiên và các nước láng giềng phía bắc, Trung Quốc (1.416 km (880 mi) dọc theo các tỉnh Cát Lâm và Liêu Ninh) và Nga (19 km (12 mi)). Các đường viền này được hình thành tự nhiên bởi các con sông Áp Lục và Đồ Môn. Theo định nghĩa này, Bán đảo Triều Tiên (bao gồm các đảo của nó) có diện tích là 220.847 km2 (85.270 dặm vuông Anh).

## Khí hậu
Khí hậu trên bán đảo Triều Tiên khác biệt rất rõ giữa miền nam và miền bắc. Miền nam của bán đảo có khí hậu khá ấm và ẩm giống với Nhật Bản nhờ ảnh hưởng của các dòng nước ấm từ đại dương trong đó có Dòng nước ấm tây Triều Tiên. Miền bắc mang khí hậu lạnh và thiên về khí hậu lục địa giống như Mãn Châu. Ví dụ, lượng mưa hàng năm ở thung lũng sông Áp Lục là 600 mm, trong khi tại bờ biển phía nam bán đảo là 1.500 mm. Tương tự, nhiệt độ vào tháng Giêng ở hai miền bắc, nam bán đảo chênh lệch nhau tới 20 °C.
Tuy nhiên, toàn bộ bán đảo có mô hình khí hậu tương đồng: giữa mùa hè có gió mùa và thường có bão nhiệt đới vào mùa thu. Mưa chủ yếu xảy ra trong những tháng hè mà gần nửa lượng mưa vào thời gian gió mùa. Mùa đông lạnh giá, nhiệt độ trong tháng Giêng thường dưới không độ, ngoại trừ đảo Jeju. Lượng mưa trong mùa đông là rất ít, chỉ một chút tuyết ngoài những vùng núi.

### Mùa xuân
Khi ảnh hưởng từ Siberia suy yếu, nhiệt độ bắt đầu tăng lên trong khi áp suất cao bắt đầu di chuyển đi. Nếu thời tiết khô bất thường, Siberia sẽ có ảnh hưởng nhiều hơn đến bán đảo dẫn đến thời tiết lạnh giá như tuyết.

### Mùa hạ
Trong tháng sáu vào đầu mùa hè, có xu hướng có nhiều mưa do không khí lạnh và ẩm ướt từ biển Okhotsk và không khí nóng và ẩm từ Thái Bình Dương kết hợp. Khi các mặt trận này kết hợp, nó dẫn đến một mùa mưa được gọi là những ngày thường có mây và mưa, đôi khi rất nặng nề. Gió nóng và ẩm từ gió tây nam thổi vào làm tăng độ ẩm và điều này dẫn đến các mặt trận di chuyển về phía Mãn Châu ở Trung Quốc và do đó có ít mưa hơn và đây được gọi là giữa mùa hè; nhiệt độ có thể vượt quá 30 °C (86 °F) hàng ngày vào thời điểm này trong năm.

### Mùa thu
Thông thường, áp suất cao chiếm ưu thế lớn trong mùa thu dẫn đến điều kiện rõ ràng. Hơn nữa, nhiệt độ vẫn cao nhưng độ ẩm trở nên tương đối thấp.

### Mùa đông
Thời tiết ngày càng bị chi phối bởi Siberia trong mùa đông và dòng máy bay phản lực di chuyển xa hơn về phía nam khiến nhiệt độ giảm. Mùa này tương đối khô với một số tuyết rơi vào thời điểm đó.

## Quần thể sinh vật

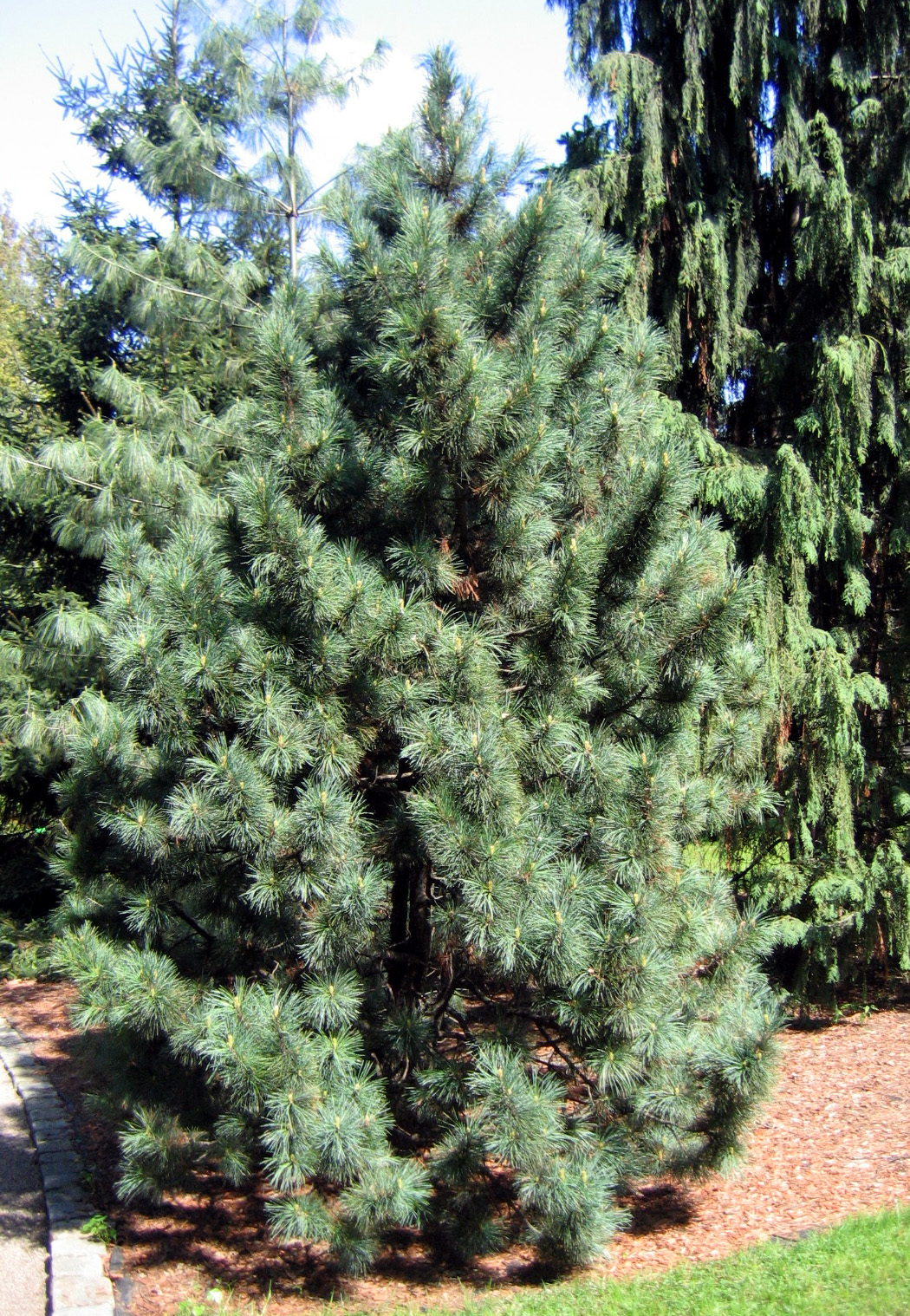
Thông Triều Tiên

Các cuộc điều tra quần thực vật ở Triều Tiên đã xác định có 3.000 loài, trong đó hơn 500 là loài đặc hữu. Các vùng thực vật được chia thành vùng ôn đới, ôn đới ấm và ôn đới lạnh.
Vùng ôn đới ấm chiếm ưu thế ở các bờ biển phía nam, các hòn đảo ngoài khơi và đảo Jeju. Vùng này đặc trưng bởi các cây lá rộng bản xanh tốt quanh năm.
Vùng ôn đới bao trùm phần lớn bán đảo, ngoại trừ bờ biển phía nam và những ngọn núi cao. Cây chủ yếu của vùng này là thông Triều Tiên và các cây lá rộng bản có thay lá trong năm.
Thực vật vùng ôn đới lạnh có ở các bìa rừng phía bắc và trên núi cao bao gồm cả đỉnh Hallasan cao nhất đảo Jeju. Những cây có lá quanh năm là thông rụng lá và bách xù. Phần lớn thực vật của vùng ôn đới lạnh tương tự vùng Mãn Châu.

## Địa chất

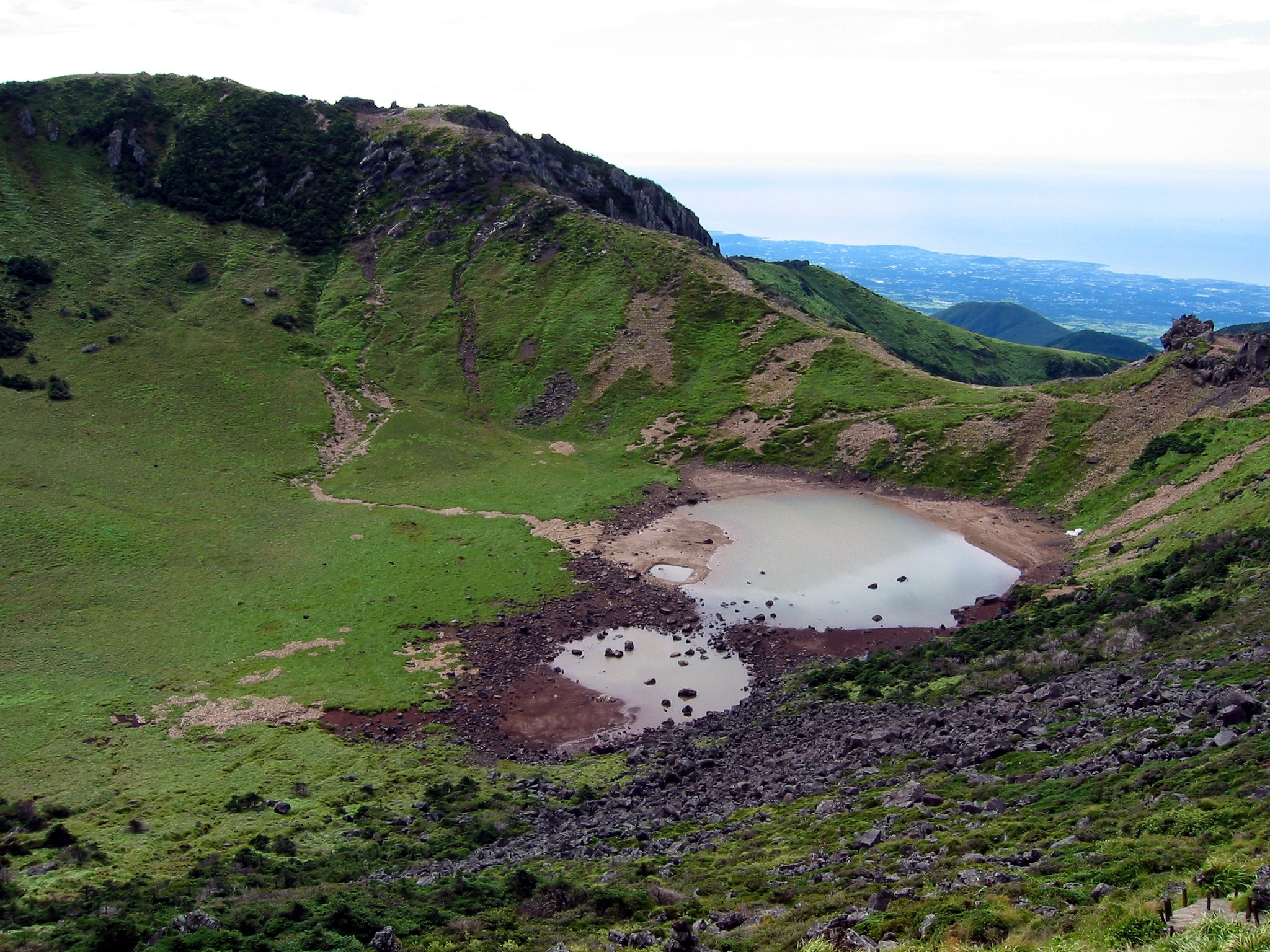
Hồ hình thành từ miệng núi lửa trên đảo Jeju

Địa hình bán đảo Triều Tiên nhấp nhô do những dãy núi thấp, cổ. Phần lớn đá có nguồn gốc từ rất lâu, trước Liên đại Hiển Sinh. Song, cũng có những khu vực phân tán, hình thành ở đại Cổ Sinh, đại Trung Sinh và đại Tân Sinh.
Không có núi lửa đang hoạt động trên bán đảo. Nhưng ở Bạch Đầu Sơn phía bắc và Hallasan trên đảo Jeju có các hồ hình thành từ miệng núi lửa cho thấy núi lửa đã hoạt động trước đây không lâu. Thêm vào đó, đảo Ulleungo và nhóm đảo nhỏ Dokdo trên biển Nhật Bản được cho là có nguồn gốc từ núi lửa. Hơn nữa, các suối nước nóng phân bố khắp bán đảo là dấu hiệu của hoạt động núi lửa ở mức độ thấp. Nhìn chung, hàng năm bán đảo chịu hai trận động đất nhưng không gây chấn động đáng kể.